# Earl Boen
Earl Boen, född 8 augusti 1941 i Pueblo, Colorado, död 5 januari 2023 på Hawaii, var en amerikansk skådespelare tillika röstskådespelare, mest känd för rollen som Dr. Peter Silberman i Terminator-filmerna.
Boen började sin karriär på teatern. Sin filmkarriär började han med att spela biroller i olika filmer och TV-serier och arbetade sig sakta fram genom livet i Hollywood. Han var aldrig ett större namn. Det var först 1991 som han började bli igenkänd, vid 46 års ålder, när han i Terminator 2 – Domedagen för andra gången spelade rollen som den påfrestande karaktären Dr. Silberman. Boen var den enda skådespelare, bortsett från Arnold Schwarzenegger, som deltagit i de tre första Terminator-filmerna. På senare år gjorde han främst röster till datorspel.

## Filmografi (urval)
- Psychonauts (2005) - Butcher
- Terminator 3: Rise of the Machines (2003) - Dr. Silberman
- The Jennie Project (2001) - Pastor Palliser
- Ali: An American Hero (2000) - Howard Cossell
- Den galna professorn II (2000) - Dr. Knoll
- Zork: Grand Inquisitor (1997) - Brog
- The Dentist (1996) - Marvin Goldblum
- Nakna pistolen 33 1/3 (1994) - Dr. Stuart Eisendrath
- Terminator 2 – Domedagen (1991) - Dr. Silberman
- Marked for Death (1990) - Dr. Stein
- Alien Nation (1988) - Duncan Crais
- Terminator (1984) - Dr. Silberman
- Dr. Hfuhruhurrs dilemma (1983) - Dr. Felix Conrad
- 9 till 5 (1980) - Perkins
- Last of the Good Guys (1978) - Ike
- Mr. Billion (1977) - Col. Winkle's Assistent
- Cyrano de Bergerac (1974) - Le Bret